# Nixes Mate (amer)
Nixes Mate, également connue sous le nom de Nixes Island, est l'une des plus petites îles de la Boston Harbor Islands National Recreation Area (en) dans le Comté de Suffolk (État du Massachusetts). Située dans les limites extérieures de Boston Harbor, l’île se trouve à environ 9,3 km du centre-ville de Boston et à environ 0,6 km à l’est du phare de Long Island Head. L'île couvre et découvre avec la marée et n'est pas ouverte au public.
Il est inscrit au Registre national des lieux historiques depuis le 18 mars 2004 .

## Histoire
L'île abrite un amer pyramidal en bois recouvert de stuc noir et blanc, située au sommet d'un socle en granit érigé par la Boston Marine Society (en) en 1805 et atteignant une hauteur d'environ 6,1 m. la balise de jour sert d’aide à la navigation, avertissant les navires de passage de l’un des hauts-fonds les plus dangereux du port. À l'origine gainée de bardeaux d'ardoise, la pyramide a probablement reçu son revêtement de béton quelque temps entre la Première et la Seconde Guerre mondiale. Un escalier en blocs de granit accède à la pyramide du côté sud de la base. Les entrailles creuses de la pyramide comprennent un système structurel en bois à tenon et mortaise soutenu par des traverses irradiant à partir d'une colonne centrale.
En 1636, Nixes Mate fut attribué à John Gallop, pilote de port qui vivait sur l’île voisine de Gallops Island (en) et utilisait alors l’île pour faire paître ses moutons. Du ballast de navire a été extrait de l'île au XVIIe siècle, suivi de l' ardoise au XVIIIe siècle, ce qui en fait aujourd'hui une île beaucoup plus petite. En 1726, à l’arrestation du capitaine de pirate William Fly (en), des fonctionnaires le conduisirent à Boston où il fut exécuté. Son corps a ensuite été exposé sur Nixes Mate pour servir d'avertissement aux marins de ne pas se tourner vers la piraterie. Son corps, ainsi que ceux de deux autres pirates, est enterré sur l'île.

### Construction de l'amer
Reconnaissant le danger que représentait la disparition progressive de l'île pour la navigation portuaire, la Boston Marine Society fit appel au Congrès pour construire un mur de pierre servant de balise de détresse autour des vestiges de l'île en décembre 1803. En l'absence de toute action du Congrès, le Commonwealth du Massachusetts acheta l'île et autorisa cette construction. En 1832, le gouvernement américain acheta l'île et commença à construire la plate-forme en pierre et la pyramide en bois, qui fut frappée par la foudre et brûlée en 1841, puis reconstruite.
En 2001, la balise de jour était en mauvais état. La Garde côtière , qui en est responsable, a annoncé son remplacement, mais à la suite d'un tollé général, elle a été restaurée en 2003.
Le 25 août 2012, le Provincetown III s'est échoué sur Nixes Mate alors qu'il transportait 145 passagers de Boston à Provincetown. Aucun blessé n'a été signalé
Identifiant : USCG : 1-11450 .
|                   |
| Nixes Mate (1898) |

|          |
| Le phare |

### Lien connexe
- Liste des phares du Massachusetts